# Zhou Wanfeng
Zhou Wanfeng, född den 17 november 1979 i Nanhai, Kina, är en kinesisk landhockeyspelare.
Hon tog OS-silver i damernas landhockeyturnering i samband med de olympiska landhockeytävlingarna 2008 i Peking.